# Loïc Crédoz
Pas d'image ? Cliquez ici

a Compétitions nationales et continentales officielles uniquement.

Dernière mise à jour le 31 mars 2025.
Loïc Crédoz, né le 17 mai 1999 à Annecy (Haute-Savoie), est un joueur français de rugby à XV jouant au poste de troisième ligne aile ou troisième ligne centre avec la Section paloise.

## Biographie
Loïc Crédoz naît le 17 mai 1999 à Annecy en Haute-Savoie. Cependant, il grandit dans l'Ain à Montrevel-en-Bresse. Il débute le rugby à XV en 2007 au sein de l'équipe du RC du Canton de Montrevel-en-Bresse. En 2014, il rejoint le centre de formation de l'US Oyonnax.
Il fait ses débuts avec l'équipe professionnelle d'Oyonnax Rugby le 23 août 2019 lors de la première journée de la saison 2019-2020 de Pro D2 face à Valence Romans Drôme Rugby en entrant en jeu à la 40e minute à la place de Rory Grice et inscrivant le premier essai de sa carrière professionnelle à la 61e minute,. Lors de sa première saison, il dispute 13 matchs de Pro D2 et inscrit 5 essais.
Lors de la saison 2020-2021 de Pro D2, il dispute 26 matchs de championnat et inscrit 5 essais. Il est titulaire lors du match de barrage gagné face à Colomiers Rugby. En revanche, il est remplaçant lors de la défaite des Oyomens face à l'USA Perpignan en demi-finale du championnat. En novembre 2020, il prolonge son contrat jusqu'en juin 2024.
Il dispute 25 matchs de championnat Lors de la saison 2021-2022 de Pro D2, et inscrit 1 essai. Il est remplaçant lors du barrage gagné face à Colomiers et une nouvelle fois remplaçant lors de la demi-finale perdue face à l'Aviron bayonnais.
Lors de la saison 2022-2023 de Pro D2, il dispute 24 matchs de championnat et inscrit 2 essais. Il est titulaire lors de la demi-finale gagnée face au RC Vannes. Il est titulaire lors de la victoire en finale d'Oyonnax face au FC Grenoble rugby et remporte ainsi le championnat de Pro D2.
Loïc Crédoz dispute son premier match en Top 14 le 19 août 2023 lors de la saison 2023-2024 face à l'ASM Clermont en tant que titulaire et il inscrit son premier essai dans l'élite du rugby français durant ce match. Le 18 novembre 2023, face au Lyon OU, il dispute son centième match avec Oyonnax Rugby.
En 2024, il s'engage sur un contrat de deux saisons avec la Section paloise. Arrivé dans un effectif perturbé par de nombreuses blessures en troisième ligne, il obtient immédiatement un temps de jeu conséquent au sein du club béarnais.

## Palmarès
- Vainqueur du Championnat de France de 2e division en 2023 avec Oyonnax Rugby.